# Paris-Tours 1993
La 87e édition de Paris-Tours a eu lieu le 3 octobre 1993. Elle constitue la neuvième épreuve de la Coupe du monde de cyclisme et est remportée par le Belge Johan Museeuw de l'équipe GB-MG.

## Classement final
|    | Coureur                 | Pays     | Équipe                  |    | Temps           |
| -- | ----------------------- | -------- | ----------------------- | -- | --------------- |
| 1  | Johan Museeuw           | Belgique | GB-MG                   | en | 6 h 34 min 50 s |
| 2  | Maurizio Fondriest      | Italie   | Lampre-Polti            |    | m.t.            |
| 3  | Alexander Gontchenkov   | Ukraine  | Lampre-Polti            | +  | 5 s             |
| 4  | Sean Kelly              | Irlande  | Festina-Lotus           |    | m.t.            |
| 5  | Adrie van der Poel      | Pays-Bas | Mercatone Uno-Medeghini |    | m.t.            |
| 6  | Alain Van Den Bossche   | Belgique | TVM-Bison Kit           |    | m.t.            |
| 7  | Martin van Steen        | Pays-Bas | TVM-Bison Kit           |    | m.t.            |
| 8  | Jean-Pierre Heynderickx | Belgique | Collstrop-Assur Carpets |    | m.t.            |
| 9  | Jesper Skibby           | Danemark | TVM-Bison Kit           |    | m.t.            |
| 10 | Fabio Baldato           | Italie   | GB-MG                   |    | m.t.            |